# زندان مرکزی ارومیه
زندان مرکزی ارومیه یک زندان در کیلومتر ۴ جاده دریا در ارومیه مرکز استان آذربایجان غربی، ایران واقع شده‌است. داریوش بخشی ریاست این زندان را برعهده دارد.

## پیشینه
این زندان در سال ۱۳۴۸ تأسیس و راه اندازی شد. نام دیگر این زندان، زندان دریا می‌باشد. ظرفیت این زندان ۷۰۰ نفر است اما تعداد کل زندانیان آن در شرایط کنونی ۵ هزار نفر گزارش شده‌است.
در اردیبهشت ۱۳۹۹ یک مجتمع بهداری در زیربنایی به متراژ ۶۶۰ مترمربع با حضور سید مهدی قریشی نماینده ولی‌فقیه در آذربایجان غربی و امام جمعه ارومیه، رئیس دانشگاه علوم پزشکی ارومیه، مدیرکل زندان‌های استان، امیر سهرابی رئیس پیشین زندان و جمعی از مسئولان، در زندان مرکزی ارومیه افتتاح شد. در شهریور ۱۴۰۰، داریوش بخشی به عنوان رئیس جدید زندان ارومیه معرفی شد.

### ضرب و شتم زندانیان
روز جمعه ۱۲ آذر ۱۴۰۰ به دنبال اعتراض زنان زندانی در زندان مرکزی ارومیه نسبت به محدودیت‌های ایجاد شده توسط نیروهای امنیتی مورد ضرب و شتم و سرکوب قرار گرفتند.
روز سه‌شنبه ۲۱ دی ۱۴۰۰ نیروهای گارد ویژه زندان، زندانیان سیاسی را به بند جدیدی با شرایط مضاعف امنیتی منتقل کرده و ۸ تن از آنان را به سلول‌های انفرادی این زندان فرستادند. اسامی این ۸ زندانی «حاتم اوزدمیر، حامد قره اوغلانی، خالد فریدونی، فرزاد سامانی، ساکار عینی، کیوان رشوزاده، کامران قاسمی و نایب عسکری» می‌باشند. در اثر ضرب و شتم نیروهای گارد زندان، زندانی سیاسی کیهان مکرم از ناحیه سر زخمی شد.